# Volvo Serie 400
La Volvo serie 400 è un modello di automobile costruito dalla casa automobilistica Volvo, disponibile solamente con carrozzeria berlina di medie dimensioni. Prodotta dal 1987 al 1997, era l'erede della serie 300, e come questa veniva prodotta negli ex stabilimenti DAF in Belgio, a Gand.
Era disponibile nella versione a cinque porte, 440 e a quattro porte 460, esteticamente molti simili. Sulla piattaforma di questi due modelli era realizzata anche la Volvo 480.

## 440
La Volvo 440 era la versione a cinque porte con portellone posteriore della serie.
Dotata di motori di origine Renault, come la serie 300, disposti anteriormente in posizione trasversale, e la trazione era anteriore.
A richiesta era disponibile il sistema di antibloccaggio dei freni ABS.
Venne sottoposta ad un restyling nel 1994 con la modifica del frontale, del posteriore e dei gruppi ottici.

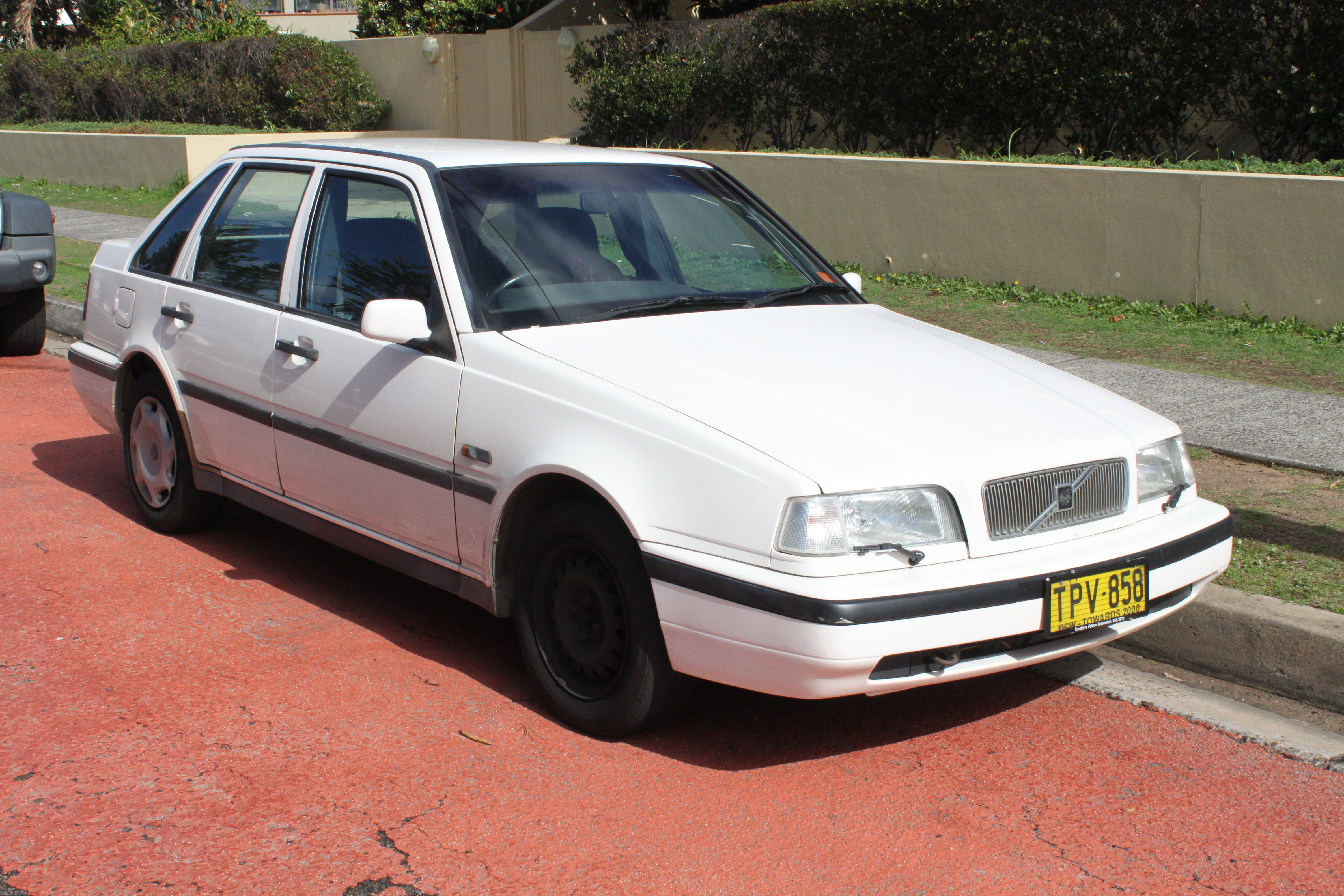
Volvo 440 post-restyling

## 460

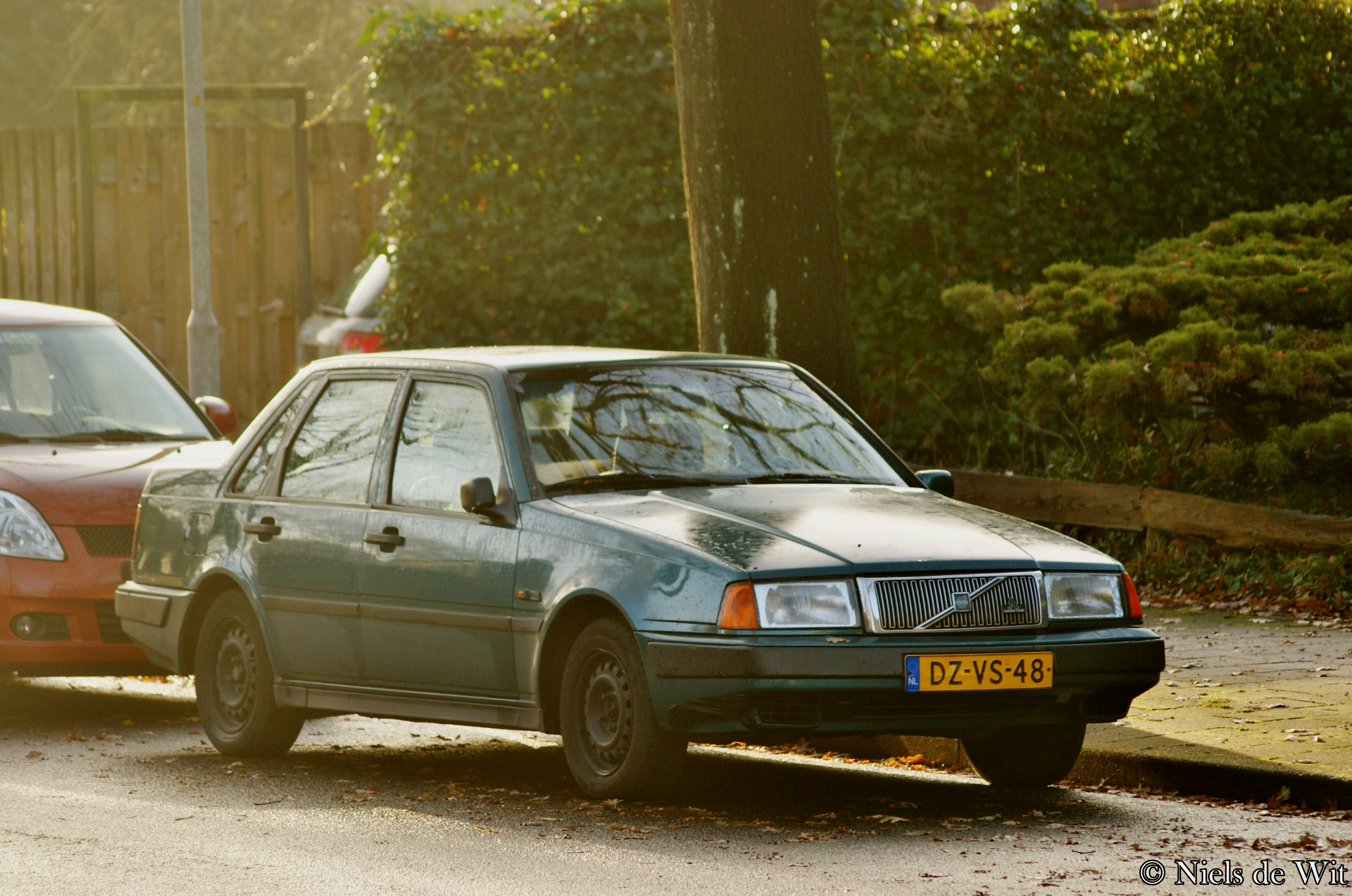
Volvo 460 pre-restyling

La Volvo 460 era la versione berlina a quattro porte della 440, entrata in produzione nel 1989 e uscita di scena nel 1996.
Leggermente più lunga della 440, 4.400 mm contro 4.300 mm, condivideva con essa gran parte della meccanica e dei motori.

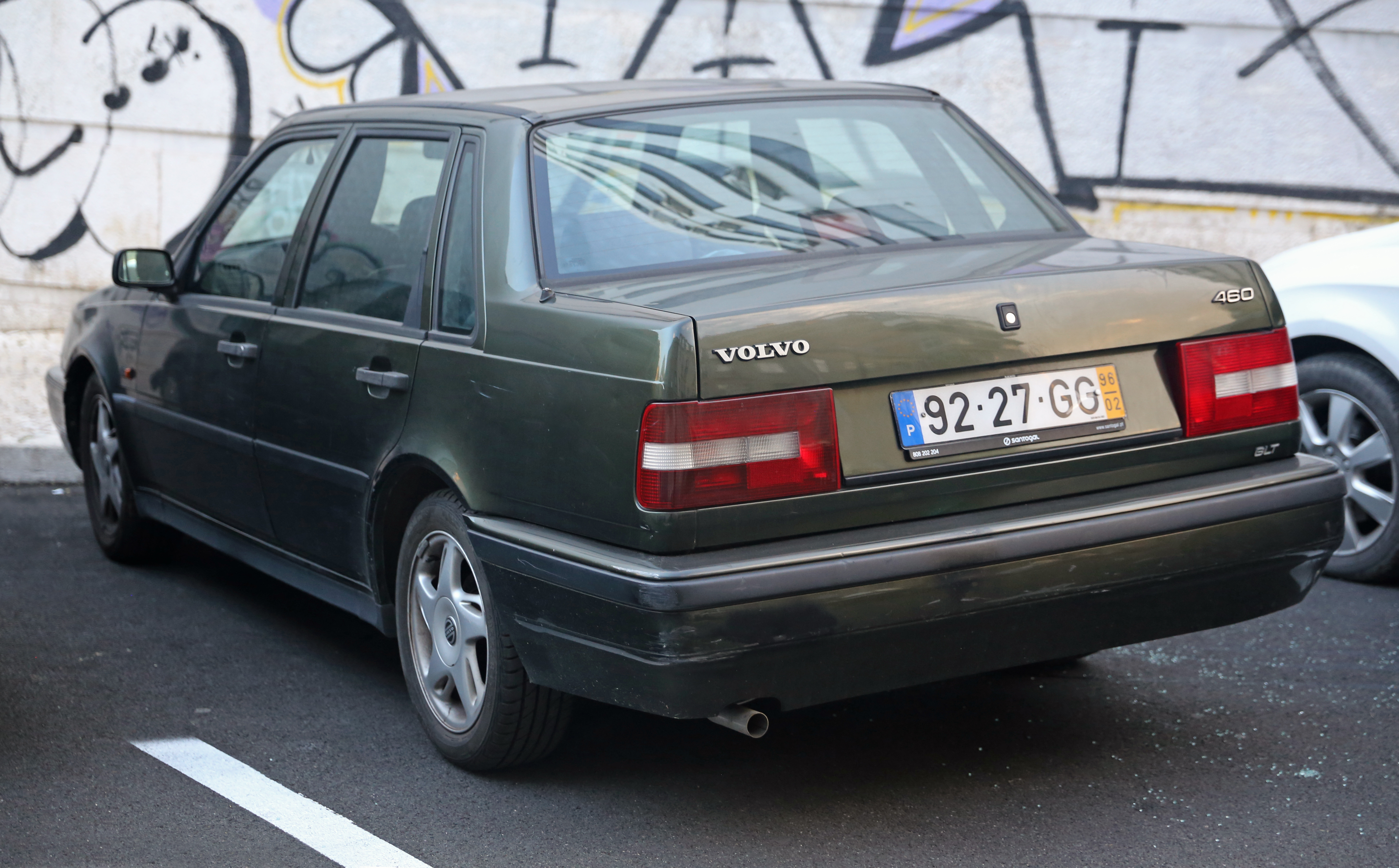
Volvo 460 post-restyling

Analogamente alla 440, anche la 460 venne sottoposta a restyling nel 1994.
Vennero prodotte in tutto 220.415 Volvo 460.
L'auto è sempre stata considerata la sorella minore della Volvo 850. Disponeva di una discreta abitabilità e di finiture accurate. L'affidabilità era uno dei suoi punti forti. L'autovettura disponeva di un sistema di chiusura centralizzata dell'azienda tedesca HUF, con sistema di chiavi a pistoncini.